# كناريون أسترالاسي
كناريون أسترالاسي (الاسم العلمي:Canarium australasicum) هو نوع من النباتات يتبع جنس الكناريون من الفصيلة البخورية.